# Latitud

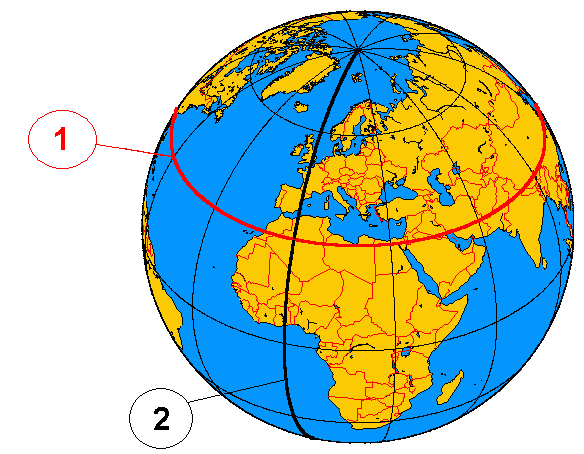
1 Exempel på en latitud
2 Nollmeridianen

Latitud, breddgrad, polhöjd, parallell, höjdgrad, geografisk bredd och nordvinkel är en geografisk punkts vinkelavstånd från ekvatorn uttryckt i grader. Platser på norra halvklotet ligger på en nordlig breddgrad och motsvarande för södra halvklotet. Sydliga breddgrader kan i vissa sammanhang skrivas med en negativ vinkel.
Latituden uttrycker en punkts position i nord–sydlig ledd på jorden och har bestämts till att vara 0° vid ekvatorn, 90° nord vid Nordpolen och 90° syd vid Sydpolen. Det nord–sydliga avståndet mellan varje grad är 60 nautiska mil eller cirka 111,1 km. Att jorden inte är fullt sfärisk, utan en mycket svag sfäroid har inte mycket betydelse i detta sammanhang. För att uttrycka en orts öst-västliga position används longituder, även kallade meridianer.
Omkretsen av varje latitud minskar ju längre bort från ekvatorn den ligger. Jordens omkrets är vid ekvatorn 40 000 km, eller 21600 nautiska mil. Vid polerna är omkretsen lika med noll. En latituds omkrets kan bestämmas av formeln:
Omkretsen (i nautiska mil) = cosinus för latituden × 21 600.

## Angivelseformer
Latitud anges vanligen av ett N eller S följt av gradtalet i hela grader, minuter och eventuellt sekunder. Till exempel ligger Helsingborg på latituden 56°2′33″ N som utläses ”56 grader, 2 minuter och 33 sekunder nord”.
Liksom med klockan går det 60 bågsekunder per bågminut och 60 bågminuter per grad. En bågminut är, när det handlar om latituder, detsamma som en nautisk mil eller 1852 meter och kallas därför ibland distansminut. En bågsekund, nautisk sekund eller distanssekund är således cirka 30,87 meter.
Latituden kan även anges som ett decimaltal, för exemplet med Helsingborg blir det 56,0425 grader nord.

## Navigation och latituder
Att färdas i rak öst-västlig ledd, det vill säga följa en och samma latitud, kan vid första betraktande verka vara den närmaste vägen mellan två orter med samma latitud. De flesta kartprojektioner tycks understödja detta missförstånd. Närmsta fågelväg mellan två orter på jorden följer alltid en storcirkel, det vill säga en cirkel, vars plan går genom jordens medelpunkt. Och med undantag av ekvatorn är latituder (till skillnad från longituder) inte storcirklar.
Den närmaste vägen mellan två orter på samma latitud alltid går norr om latituden på norra halvklotet och söder om latituden på södra halvklotet. Denna skillnad mellan närmaste väg och att följa en viss latitud i öst-västlig riktning blir allt påtagligare ju större avstånd och ju närmre polerna resan går. Detta enkelt visas genom att fästa en tråd på en jordglob.

## Typer av latituder
Det finns flera olika definitioner av latitud. En vanligt förekommande är geodetisk latitud, vilken definieras som vinkeln mellan ekvatorsplanet och en linje vertikalt genom den punkt som latituden gäller. Denna vertikala linje ligger i det meridianplan som innefattar punkten och jordens polaxel, men eftersom jorden inte är helt sfärisk kommer linjen för alla breddgrader utom ekvatorn och polerna inte att passera jordens centrum. Skillnaden mellan geodetisk och astronomisk latitud är mycket liten.
Sfärisk latitud är vinkeln mellan ekvatorsplanet och en linje genom jordens centrum och den punkt vars latitud avses, det vill säga i stort sett en variant av vanliga sfäriska koordinater.
En mindre vanlig variant av latitud är elliptisk latitud, vilken med fördel används vid beräkningar av gravitationsfältet kring jorden. Denna latitud kan definieras genom att betrakta storlek och form hos en ellips som är konfokal med (har samma brännpunkter som) den ellips som utgör skärningen med det meridianplan som innefattar den punkt vars elliptiska latitud avses, och den rotationsellipsoid som används, och dessutom passerar genom punkten själv.